# Nyctimene aello
Nyctimene aello is een vleermuis uit het geslacht Nyctimene die voorkomt op Nieuw-Guinea en de nabijgelegen eilanden Salawati, Misool, Kauriru en Admorin. Het is de enige soort van de aello-groep binnen Nyctimene, hoewel de westelijke populaties van deze soort soms als een aparte soort, N. celaeno, worden gezien.
N. aello is een grote soort - de grootste van het geslacht - en heeft een zeer brede rugstreep. Net als andere Nyctimene heeft hij gele vlekken op de vleugels en een buisvormige neus. De kop-romplengte bedraagt 107,8 tot 116,0 mm, de staartlengte 18,7 tot 26,6 mm, de voorarmlengte 82,3 tot 86,2 mm, de tibialengte 30,8 tot 34,4 mm, de achtervoetlengte 17,9 mm, de oorlengte 17,9 tot 20,7 mm en het gewicht 75 tot 93 g.